# Рыжик красный
Ры́жик кра́сный (лат. Lactárius sanguífluus) — гриб рода млечник (лат. Lactarius) семейства сыроежковые (лат. Russulaceae). 
Научные синонимы:
- Hypophyllum sanguifluum Paulet, 1811 basionym
- Lactifluus sanguifluus (Paulet) Kuntze, 1891

## Описание
Шляпка ∅ 5—15 см, плоская или выпуклая, иногда вдавленная в центре, очень плотная и мясистая. Края, по крайней мере, у молодых экземпляров, подогнуты. Кожица оранжевого цвета, гладкая, блестящая, но не клейкая.
Мякоть плотная, ломкая, беловатая с тёмно-красными, беспорядочно разбросанными пятнами. На изломе выделяет густой млечный сок кроваво-красного цвета.
Пластинки частые, неширокие, иногда раздвоенные и глубоко нисходящие по ножке.
Ножка 4—6 см в высоту, цилиндрическая, крепкая, часто сужающаяся у основания, покрыта мучнистым налётом и усеяна красными ямками.
Споры белого цвета.

### Изменчивость
Цвет шляпки варьирует от оранжевого до светло-красного. Ножка сначала сплошная, потом полая, бывает разных цветов — от оранжево-розового до фиолетового. Пластинки сначала охристые, потом розоватые с оранжевым оттенком и наконец цвета вина. Млечный сок на воздухе приобретает пурпурно-коричневую окраску.

## Экологияи распространение
Не очень распространённый вид, растущий небольшими группами в хвойных лесах в гористой местности.
Сезон: лето — осень.

## Сходные виды
- Lactarius deliciosus (рыжик настоящий), от которого отличается отсутствием концентрических зон на шляпке и кроваво-красным млечным соком.

## Пищевые качества
Гриб считается хорошим и вполне съедобным.

### Хозяйственное значение
Из рыжика красного и близкого к нему рыжика настоящего (Lactarius deliciosus) выделен антибиотик лактариовиолин, подавляющий развитие многих бактерий, в том числе возбудителя туберкулеза.